# تيري سيربيكو
تيري سيربيكو (بالإنجليزية: Terry Serpico)‏ (مواليد 27 يونيو 1964 في أوكلاهوما)، هو ممثل أمريكي بدأ مسيرته الفنية عام 1995.

## الأعمال
- دوني براسكو
- صانع السلام
- إظهار الموتى
- تردد
- هانيبال
- ذا إنتربريتر
- المغادرون
- مايكل كلايتون
- القتل المبرر
- الرجال الذين يحدقون في الماعز

## وصلات خارجية
- تيري سيربيكو على موقع IMDb (الإنجليزية)
- تيري سيربيكو على موقع ألو سيني (الفرنسية)
- تيري سيربيكو على موقع قاعدة بيانات الفيلم (الإنجليزية)
- تيري سيربيكو على موقع كينوبويسك (الروسية)